# Engelfische

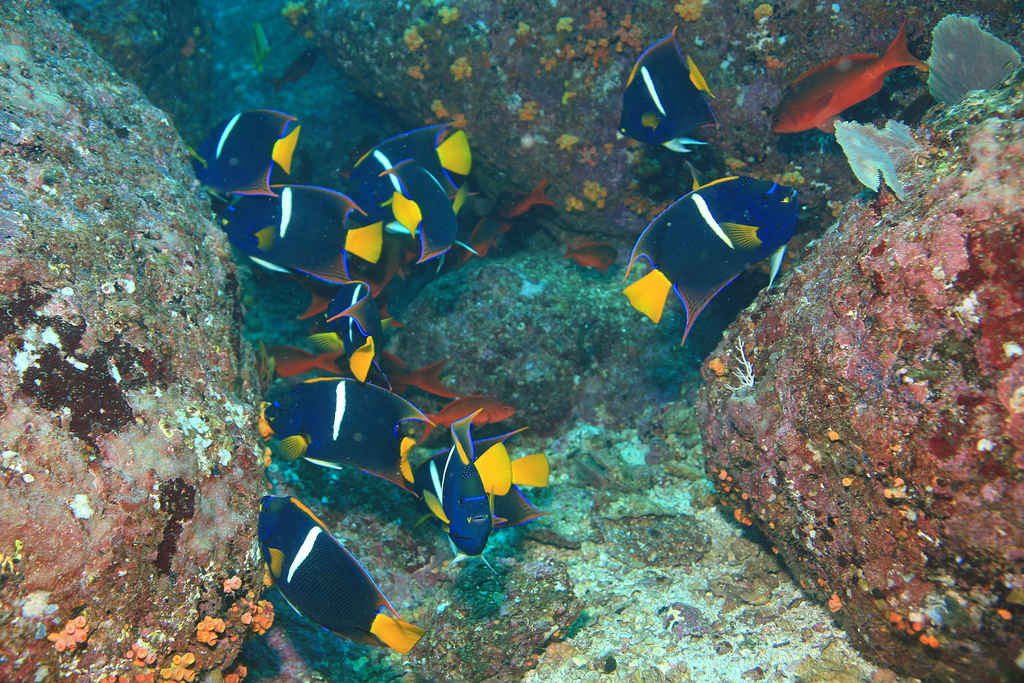
Ein Schwarm Kalifornischer Engelfische bei der Nahrungssuche an der Pazifikküste Panamas.

Die Engelfische (Holacanthus) sind eine Fischgattung aus der Familie der Kaiserfische. Sie leben im tropischen und subtropischen Westatlantik von den Bermudas bis nach Südbrasilien, in der Karibik und dem Golf von Mexiko, im östlichen Atlantik, von den Kapverden bis nach Angola, und im östlichen Pazifik. 

## Merkmale
Die oft farbenprächtigen Tiere werden 20 bis 45 Zentimeter lang. Jungtiere sehen völlig anders aus und haben auf dunkelblauem oder bräunlichem Grund senkrechte hellblaue Streifen. Das ermöglicht ihnen, sich in den Revieren der Erwachsenen aufzuhalten, ohne dass es zu aggressiven Reaktionen der Revierbesitzer kommt.

## Lebensweise
Engelfische leben meist paarweise oder einzeln in großen Revieren von 1000 m² und mehr. Holacanthus clarionensis lebt in großen Schwärmen. Wie ihre Verwandten, die Eigentlichen Kaiserfische (Pomacanthus), machen sie im Laufe ihres Lebens einen erstaunlichen Farbwechsel mit. Alle Engelfische sind Nahrungsspezialisten, die sich vor allem von Schwämmen ernähren. Jungfische, bei einigen Arten auch die Erwachsenen, betätigen sich oft als Putzerfische und befreien größere Fische von lästigen Parasiten.

## Systematik
Die Gattung Holacanthus wurde 1802 durch den französischen Naturforscher und Ichthyologen Bernard Germain de Lacépède beschrieben.
Es gibt sieben Arten, die im folgenden Kladogramm in ihrem verwandtschaftlichen Zusammenhang mit dem Pfauen-Kaiserfisch (Pygoplites diacanthus) als Schwesterart und Außengruppe dargestellt werden:
|  | \| \| Orangen-Engelfisch (H. clarionensis); Revillagigedo-Inseln und Clipperton. \| \| \| \| \| \| Kalifornischer Engelfisch (H. passer); Golf von Kalifornien bis Peru. \| \| \| \| |
|  | |
|  | Clipperton-Engelfisch (H. limbaughi); Clipperton-Insel. |
|  | |
|  | Orangen-Engelfisch (H. clarionensis); Revillagigedo-Inseln und Clipperton. |
|  | |
|  | Kalifornischer Engelfisch (H. passer); Golf von Kalifornien bis Peru. |
|  | |

|  | Orangen-Engelfisch (H. clarionensis); Revillagigedo-Inseln und Clipperton. |
|  |                                                                            |
|  | Kalifornischer Engelfisch (H. passer); Golf von Kalifornien bis Peru.      |
|  |                                                                            |

|  | \| \| Bermuda-Engelfisch (H. bermudensis); tropischer Westatlantik. \| \| \| \| \| \| Königin-Engelfisch (H. ciliaris); tropischer Westatlantik. \| \| \| \| |
|  | |
|  | Dreifarben-Kaiserfisch (H. tricolor); tropischer Westatlantik.                                                                                               |
|  | |
|  | Bermuda-Engelfisch (H. bermudensis); tropischer Westatlantik.                                                                                                |
|  | |
|  | Königin-Engelfisch (H. ciliaris); tropischer Westatlantik.                                                                                                   |
|  | |

|  | Bermuda-Engelfisch (H. bermudensis); tropischer Westatlantik. |
|  |                                                               |
|  | Königin-Engelfisch (H. ciliaris); tropischer Westatlantik.    |
|  |                                                               |

|  | \| \| Orangen-Engelfisch (H. clarionensis); Revillagigedo-Inseln und Clipperton. \| \| \| \| \| \| Kalifornischer Engelfisch (H. passer); Golf von Kalifornien bis Peru. \| \| \| \| |
|  | |
|  | Clipperton-Engelfisch (H. limbaughi); Clipperton-Insel. |
|  | |
|  | Orangen-Engelfisch (H. clarionensis); Revillagigedo-Inseln und Clipperton. |
|  | |
|  | Kalifornischer Engelfisch (H. passer); Golf von Kalifornien bis Peru. |
|  | |

|  | Orangen-Engelfisch (H. clarionensis); Revillagigedo-Inseln und Clipperton. |
|  |                                                                            |
|  | Kalifornischer Engelfisch (H. passer); Golf von Kalifornien bis Peru.      |
|  |                                                                            |

|  | \| \| Bermuda-Engelfisch (H. bermudensis); tropischer Westatlantik. \| \| \| \| \| \| Königin-Engelfisch (H. ciliaris); tropischer Westatlantik. \| \| \| \| |
|  | |
|  | Dreifarben-Kaiserfisch (H. tricolor); tropischer Westatlantik.                                                                                               |
|  | |
|  | Bermuda-Engelfisch (H. bermudensis); tropischer Westatlantik.                                                                                                |
|  | |
|  | Königin-Engelfisch (H. ciliaris); tropischer Westatlantik.                                                                                                   |
|  | |

|  | Bermuda-Engelfisch (H. bermudensis); tropischer Westatlantik. |
|  |                                                               |
|  | Königin-Engelfisch (H. ciliaris); tropischer Westatlantik.    |
|  |                                                               |

|  | \| \| Orangen-Engelfisch (H. clarionensis); Revillagigedo-Inseln und Clipperton. \| \| \| \| \| \| Kalifornischer Engelfisch (H. passer); Golf von Kalifornien bis Peru. \| \| \| \| |
|  | |
|  | Clipperton-Engelfisch (H. limbaughi); Clipperton-Insel. |
|  | |
|  | Orangen-Engelfisch (H. clarionensis); Revillagigedo-Inseln und Clipperton. |
|  | |
|  | Kalifornischer Engelfisch (H. passer); Golf von Kalifornien bis Peru. |
|  | |

|  | Orangen-Engelfisch (H. clarionensis); Revillagigedo-Inseln und Clipperton. |
|  |                                                                            |
|  | Kalifornischer Engelfisch (H. passer); Golf von Kalifornien bis Peru.      |
|  |                                                                            |

|  | \| \| Bermuda-Engelfisch (H. bermudensis); tropischer Westatlantik. \| \| \| \| \| \| Königin-Engelfisch (H. ciliaris); tropischer Westatlantik. \| \| \| \| |
|  | |
|  | Dreifarben-Kaiserfisch (H. tricolor); tropischer Westatlantik.                                                                                               |
|  | |
|  | Bermuda-Engelfisch (H. bermudensis); tropischer Westatlantik.                                                                                                |
|  | |
|  | Königin-Engelfisch (H. ciliaris); tropischer Westatlantik.                                                                                                   |
|  | |

|  | Bermuda-Engelfisch (H. bermudensis); tropischer Westatlantik. |
|  |                                                               |
|  | Königin-Engelfisch (H. ciliaris); tropischer Westatlantik.    |
|  |                                                               |

|  | \| \| Orangen-Engelfisch (H. clarionensis); Revillagigedo-Inseln und Clipperton. \| \| \| \| \| \| Kalifornischer Engelfisch (H. passer); Golf von Kalifornien bis Peru. \| \| \| \| |
|  | |
|  | Clipperton-Engelfisch (H. limbaughi); Clipperton-Insel. |
|  | |
|  | Orangen-Engelfisch (H. clarionensis); Revillagigedo-Inseln und Clipperton. |
|  | |
|  | Kalifornischer Engelfisch (H. passer); Golf von Kalifornien bis Peru. |
|  | |

|  | Orangen-Engelfisch (H. clarionensis); Revillagigedo-Inseln und Clipperton. |
|  |                                                                            |
|  | Kalifornischer Engelfisch (H. passer); Golf von Kalifornien bis Peru.      |
|  |                                                                            |

|  | \| \| Bermuda-Engelfisch (H. bermudensis); tropischer Westatlantik. \| \| \| \| \| \| Königin-Engelfisch (H. ciliaris); tropischer Westatlantik. \| \| \| \| |
|  | |
|  | Dreifarben-Kaiserfisch (H. tricolor); tropischer Westatlantik.                                                                                               |
|  | |
|  | Bermuda-Engelfisch (H. bermudensis); tropischer Westatlantik.                                                                                                |
|  | |
|  | Königin-Engelfisch (H. ciliaris); tropischer Westatlantik.                                                                                                   |
|  | |

|  | Bermuda-Engelfisch (H. bermudensis); tropischer Westatlantik. |
|  |                                                               |
|  | Königin-Engelfisch (H. ciliaris); tropischer Westatlantik.    |
|  |                                                               |

|  | \| \| Orangen-Engelfisch (H. clarionensis); Revillagigedo-Inseln und Clipperton. \| \| \| \| \| \| Kalifornischer Engelfisch (H. passer); Golf von Kalifornien bis Peru. \| \| \| \| |
|  | |
|  | Clipperton-Engelfisch (H. limbaughi); Clipperton-Insel. |
|  | |
|  | Orangen-Engelfisch (H. clarionensis); Revillagigedo-Inseln und Clipperton. |
|  | |
|  | Kalifornischer Engelfisch (H. passer); Golf von Kalifornien bis Peru. |
|  | |

|  | Orangen-Engelfisch (H. clarionensis); Revillagigedo-Inseln und Clipperton. |
|  |                                                                            |
|  | Kalifornischer Engelfisch (H. passer); Golf von Kalifornien bis Peru.      |
|  |                                                                            |

|  | \| \| Bermuda-Engelfisch (H. bermudensis); tropischer Westatlantik. \| \| \| \| \| \| Königin-Engelfisch (H. ciliaris); tropischer Westatlantik. \| \| \| \| |
|  | |
|  | Dreifarben-Kaiserfisch (H. tricolor); tropischer Westatlantik.                                                                                               |
|  | |
|  | Bermuda-Engelfisch (H. bermudensis); tropischer Westatlantik.                                                                                                |
|  | |
|  | Königin-Engelfisch (H. ciliaris); tropischer Westatlantik.                                                                                                   |
|  | |

|  | Bermuda-Engelfisch (H. bermudensis); tropischer Westatlantik. |
|  |                                                               |
|  | Königin-Engelfisch (H. ciliaris); tropischer Westatlantik.    |
|  |                                                               |

|  | \| \| Orangen-Engelfisch (H. clarionensis); Revillagigedo-Inseln und Clipperton. \| \| \| \| \| \| Kalifornischer Engelfisch (H. passer); Golf von Kalifornien bis Peru. \| \| \| \| |
|  | |
|  | Clipperton-Engelfisch (H. limbaughi); Clipperton-Insel. |
|  | |
|  | Orangen-Engelfisch (H. clarionensis); Revillagigedo-Inseln und Clipperton. |
|  | |
|  | Kalifornischer Engelfisch (H. passer); Golf von Kalifornien bis Peru. |
|  | |

|  | Orangen-Engelfisch (H. clarionensis); Revillagigedo-Inseln und Clipperton. |
|  |                                                                            |
|  | Kalifornischer Engelfisch (H. passer); Golf von Kalifornien bis Peru.      |
|  |                                                                            |

|  | \| \| Bermuda-Engelfisch (H. bermudensis); tropischer Westatlantik. \| \| \| \| \| \| Königin-Engelfisch (H. ciliaris); tropischer Westatlantik. \| \| \| \| |
|  | |
|  | Dreifarben-Kaiserfisch (H. tricolor); tropischer Westatlantik.                                                                                               |
|  | |
|  | Bermuda-Engelfisch (H. bermudensis); tropischer Westatlantik.                                                                                                |
|  | |
|  | Königin-Engelfisch (H. ciliaris); tropischer Westatlantik.                                                                                                   |
|  | |

|  | Bermuda-Engelfisch (H. bermudensis); tropischer Westatlantik. |
|  |                                                               |
|  | Königin-Engelfisch (H. ciliaris); tropischer Westatlantik.    |
|  |                                                               |

|  | \| \| Orangen-Engelfisch (H. clarionensis); Revillagigedo-Inseln und Clipperton. \| \| \| \| \| \| Kalifornischer Engelfisch (H. passer); Golf von Kalifornien bis Peru. \| \| \| \| |
|  | |
|  | Clipperton-Engelfisch (H. limbaughi); Clipperton-Insel. |
|  | |
|  | Orangen-Engelfisch (H. clarionensis); Revillagigedo-Inseln und Clipperton. |
|  | |
|  | Kalifornischer Engelfisch (H. passer); Golf von Kalifornien bis Peru. |
|  | |

|  | Orangen-Engelfisch (H. clarionensis); Revillagigedo-Inseln und Clipperton. |
|  |                                                                            |
|  | Kalifornischer Engelfisch (H. passer); Golf von Kalifornien bis Peru.      |
|  |                                                                            |

|  | \| \| Bermuda-Engelfisch (H. bermudensis); tropischer Westatlantik. \| \| \| \| \| \| Königin-Engelfisch (H. ciliaris); tropischer Westatlantik. \| \| \| \| |
|  | |
|  | Dreifarben-Kaiserfisch (H. tricolor); tropischer Westatlantik.                                                                                               |
|  | |
|  | Bermuda-Engelfisch (H. bermudensis); tropischer Westatlantik.                                                                                                |
|  | |
|  | Königin-Engelfisch (H. ciliaris); tropischer Westatlantik.                                                                                                   |
|  | |

|  | Bermuda-Engelfisch (H. bermudensis); tropischer Westatlantik. |
|  |                                                               |
|  | Königin-Engelfisch (H. ciliaris); tropischer Westatlantik.    |
|  |                                                               |

|  | \| \| Orangen-Engelfisch (H. clarionensis); Revillagigedo-Inseln und Clipperton. \| \| \| \| \| \| Kalifornischer Engelfisch (H. passer); Golf von Kalifornien bis Peru. \| \| \| \| |
|  | |
|  | Clipperton-Engelfisch (H. limbaughi); Clipperton-Insel. |
|  | |
|  | Orangen-Engelfisch (H. clarionensis); Revillagigedo-Inseln und Clipperton. |
|  | |
|  | Kalifornischer Engelfisch (H. passer); Golf von Kalifornien bis Peru. |
|  | |

|  | Orangen-Engelfisch (H. clarionensis); Revillagigedo-Inseln und Clipperton. |
|  |                                                                            |
|  | Kalifornischer Engelfisch (H. passer); Golf von Kalifornien bis Peru.      |
|  |                                                                            |

|  | \| \| Bermuda-Engelfisch (H. bermudensis); tropischer Westatlantik. \| \| \| \| \| \| Königin-Engelfisch (H. ciliaris); tropischer Westatlantik. \| \| \| \| |
|  | |
|  | Dreifarben-Kaiserfisch (H. tricolor); tropischer Westatlantik.                                                                                               |
|  | |
|  | Bermuda-Engelfisch (H. bermudensis); tropischer Westatlantik.                                                                                                |
|  | |
|  | Königin-Engelfisch (H. ciliaris); tropischer Westatlantik.                                                                                                   |
|  | |

|  | Bermuda-Engelfisch (H. bermudensis); tropischer Westatlantik. |
|  |                                                               |
|  | Königin-Engelfisch (H. ciliaris); tropischer Westatlantik.    |
|  |                                                               |

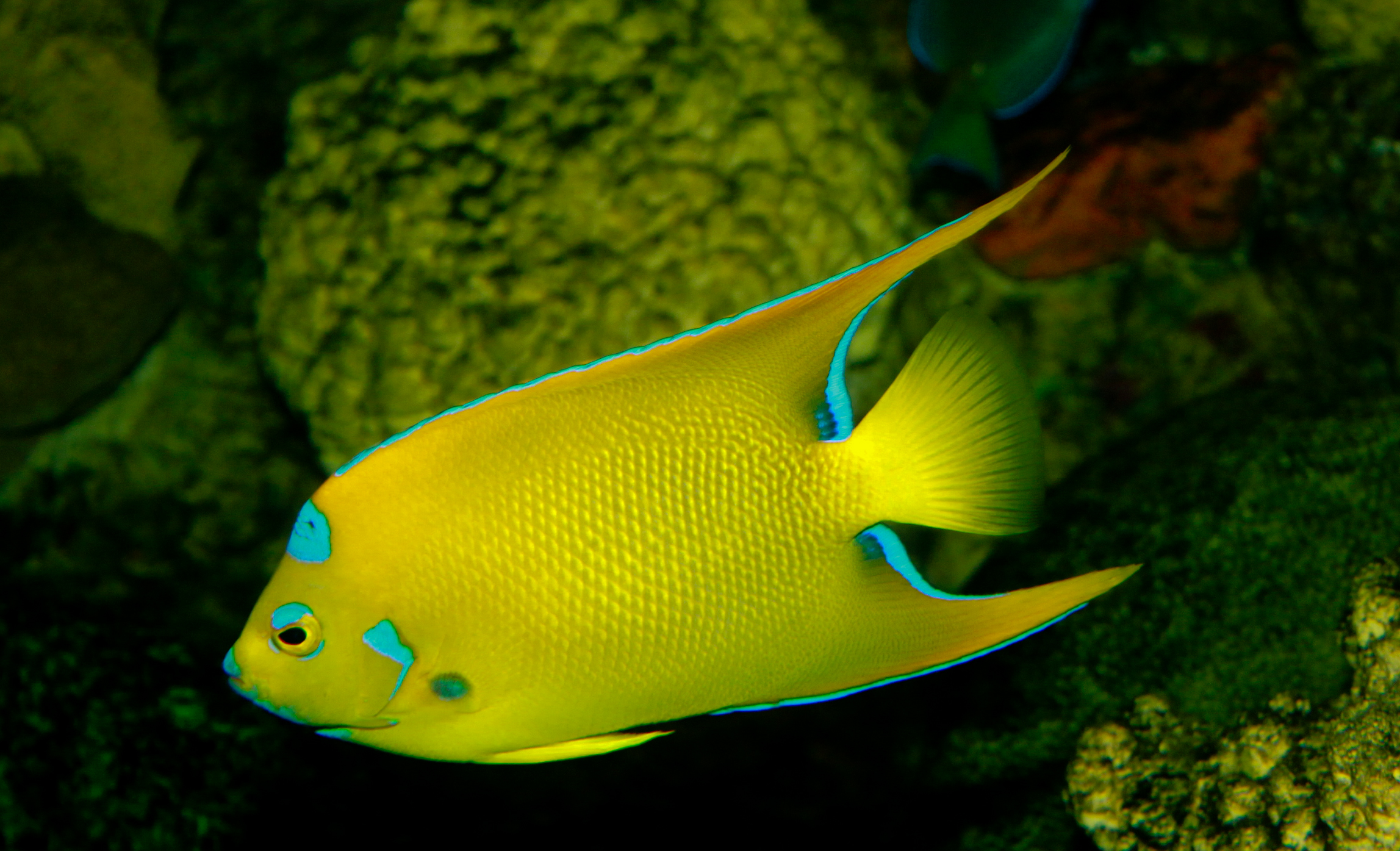
Königin-Engelfisch (H. ciliaris)

Die Gattung Holacanthus entstand wahrscheinlich vor etwa 10,2 bis 7,6 Millionen Jahren nach einer Besiedlung des tropischen Atlantik vom Indischen Ozean aus. Dafür sprechen ähnliche Szenarien bei anderen Fischgruppen, z. B. bei den Zwergkaiserfischen, und das Schwestergruppenverhältnis mit dem Pfauen-Kaiserfisch (Pygoplites diacanthus). Die Gattung spaltete sich dann in eine ost- und eine westatlantische Klade auf, und, nach einer Besiedlung des Ostpazifik vor der Schließung des Isthmus von Panama, kam noch eine ostpazifische Klade (Untergattung Plitops) hinzu.

## Engelfische und Menschen
Sie werden manchmal im Fachhandel für Meeresaquarianer angeboten und sind bei manchen Aquarianer als Prestigeobjekt begehrt. Man kann allerdings Tieren mit diesen Raumansprüchen keinen angemessenen Lebensraum bieten. Die Haltung in Gefangenschaft ist deshalb mit Ausnahme von sehr großen öffentlichen Schauaquarien abzulehnen.
In vielen Ländern der Tropen werden sie auf den Fischmärkten als Speisefische angeboten.